# فردیناندو پتروچلی دلا گاتینا
فردیناندو پتروچلی دلا گاتینا (۲۸ اوت ۱۸۱۵–۲۹ مارس ۱۸۹۰) روزنامه‌نگار، وطن‌پرست و سیاست‌مدار ایتالیایی بود.
او یکی از بزرگ‌ترین روزنامه‌نگاران قرن نوزدهم و از پیشگامان روزنامه‌نگاری مدرن محسوب می‌شود. او بیشتر به خاطر نوشته‌های جنگی در خاطره‌ها مانده‌است. او برای بسیاری از روزنامه‌های ایتالیایی نوشت و به مطبوعات فرانسه، بریتانیای کبیر و بلژیک کمک کرد. او همچنین یک رمان‌نویس پرکار بود که عمدتاً بر موضوعات مذهبی متمرکز بود.

## زندگی
فردیناندو پتروچلی در مولیترنو، باسیلیکاتا، در زمانی که بخشی از پادشاهی ناپل بود، به دنیا آمد و به دلایل سیاسی برای جلوگیری از آزار و اذیت پلیس بوربون، «دلا گاتینا» (نام مزرعه خود) را به نام خانوادگی خود اضافه کرد. پدرش لوئیجی پزشک و عضوی از کاربوناری‌ها بود در حالی که مادرش ماریا آنتونیا پیچینینی نجیب‌زاده‌ای از مارسیکوتره بود.
او که در محافل مذهبی بزرگ شد، به دلیل آزارهایی که در کودکی صورت گرفت، روحیه ستیزی شدیدی پیدا کرد که در آثارش منعکس می‌باشد. او در دوران جوانی خود را وقف مطالعه زبان لاتین و یونانی کرد. بعدها به دانشگاه ناپل رفت و در رشته پزشکی فارغ‌التحصیل شد اما شغل روزنامه‌نگاری را انتخاب کرد.

### اوایل کار و تبعید
پتروچلی در سال ۱۸۳۸ کار خود را برای روزنامه ناپلی آمنی‌بوس (Omnibus) آغاز کرد و در سال ۱۸۴۰ به عنوان خبرنگار سالواتور روزا و راکولیوتور فیورنتینو به فرانسه، بریتانیا و آلمان سفر کرد. او به دلیل عقاید لیبرالی و به دلیل عضویت در جنبش ایتالیای جوان دستگیر و تحت مراقبت به شهر زادگاهش فرستاده شد. پتروچلی که در سال ۱۸۴۸ به ناپل بازگشت و به عنوان معاون پارلمان ناپل انتخاب شد و روزنامه دنیای قدیم و دنیای جدید را تأسیس کرد.
پس از تعلیق قانون اساسی که توسط پادشاه فردیناند دوم چند ماه قبل اعلام شد، در شورش‌های همان سال شرکت کرد. شورش شکست خورد و او مجبور شد به فرانسه فرار کند، در حالی که دولت او را به اعدام محکوم کرد و اموالش را مصادره کرد.
در طول اقامت خود در فرانسه، او افق‌های سیاسی و فرهنگی خود را به لطف تماس با متفکران نامی گسترش داد. او در دوره‌های سوربن و کالج دو فرانس شرکت کرد، ادبیات فرانسه و انگلیسی را مطالعه کرد و در حرفه‌ای روزنامه‌نگاری درخشید و در اروپا شناخته شد و مورد قدردانی قرار گرفت. او به لطف ژول سیمون و دانیل مانین وارد دنیای روزنامه‌نگاری فرانسوی شد.

## خبرنگار جنگ
پتروچلی خبرنگار مجلات فرانسوی و بلژیکی مانند  روزنامه دبا شد. در سال ۱۸۵۱، او با جمهوری‌خواهان فرانسه علیه کودتای لویی ناپلئون بناپارت (که بعدها به ناپلئون سوم معروف شد) جنگید، اما پس از شکست شورش، از فرانسه اخراج شد. او در انگلستان اقامت گزید و در آنجا با جوزپه ماتزینی، لوئیس بلان، لایوش کشوت و دیگر پناهندگان آشنا شد. او برای دیلی‌ نیوز چارلز دیکنز و روزنامه‌های دیگری مانند دیلی تلگراف و کورن‌هیل مگزین کار می‌کرد. پتروچلی یک فراماسون بود که در مجلس نمایندگان ایتالیا علیه کلیسای کاتولیک روم، پاپ پیوس نهم و قدرت دنیوی سریر مقدس او سخنرانی کرد.

## درگذشت
او بقیه عمرش فلج بود و دیگر توان نوشتن نداشت اما با کمک همسرش توانست به فعالیت خود ادامه دهد. پتروچلی در سال ۱۸۹۰ در پاریس درگذشت و جسدش سوزانده شد. شهرداری ناپل پیشنهاد داد خاکستر او را به گورستان پوجیورئال ببرند اما همسرش نپذیرفت و با احترام به وصیت پتروچلی در لندن به خاک سپرده شدند.